# Лансьё
Лансьё (фр. Lancieux, брет. Lanseeg, галло Lansioec) — коммуна во Франции, находится в регионе Бретань. Департамент — Кот-д’Армор. Входит в состав кантона Плелен-Тригаву. Округ коммуны — Динан.
Код INSEE коммуны — 22094.

## География
Коммуна расположена приблизительно в 340 км к западу от Парижа, в 65 км северо-западнее Ренна, в 50 км к востоку от Сен-Бриё.
Коммуна расположена на южном берегу пролива Ла-Манш.

## Население
Население коммуны на 2016 год составляло 1 514 человек.
| 1962 | 1968 | 1975 | 1982 | 1990 | 1999 | 2008 | 2016 |
| ---- | ---- | ---- | ---- | ---- | ---- | ---- | ---- |
| 1185 | 1214 | 1084 | 1156 | 1245 | 1220 | 1412 | 1514 |

## Администрация
| Период | Период | Фамилия       | Партия        | Примечания |
| ------ | ------ | ------------- | ------------- | ---------- |
| 2001   |        | Андре Жильбер | Разные правые | пенсионер  |

## Экономика
В 2007 году среди 745 человек в трудоспособном возрасте (15—64 лет) 481 были экономически активными, 264 — неактивными (показатель активности — 64,6 %, в 1999 году было 61,2 %). Из 481 активных работали 446 человек (241 мужчина и 205 женщин), безработных было 35 (13 мужчин и 22 женщины). Среди 264 неактивных 64 человека были учениками или студентами, 118 — пенсионерами, 82 были неактивными по другим причинам.

## Достопримечательности
- Ветряная мельница (XVII век). Исторический памятник с 1975 года[3]
- Старая церковь (1769 год). Исторический памятник с 1925 года[4]

## Города-побратимы
- Оре (Бельгия, с 1992)[5]
- Уайтхорс (Канада)

## Фотогалерея

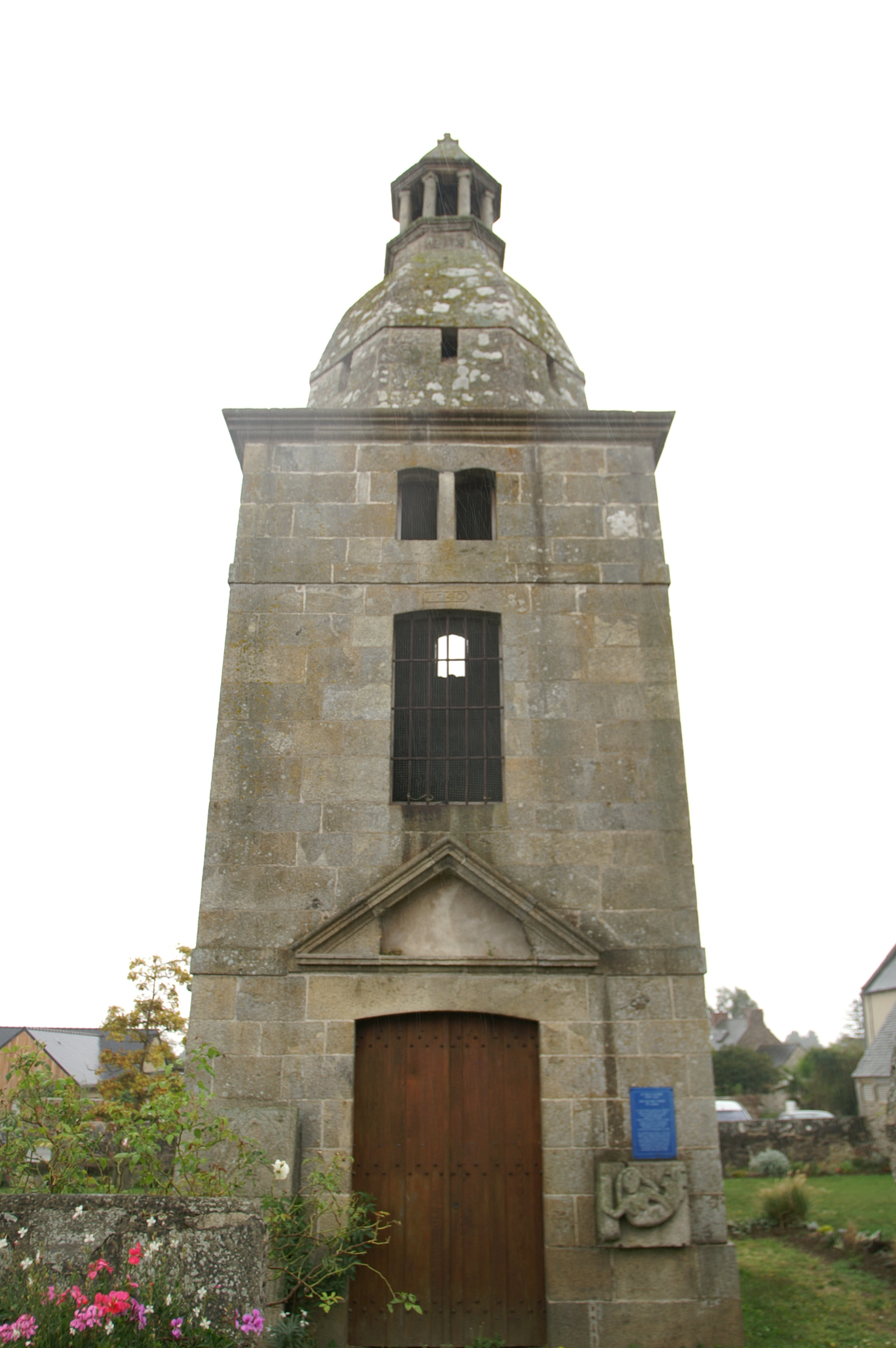
Колокольня старой церкви
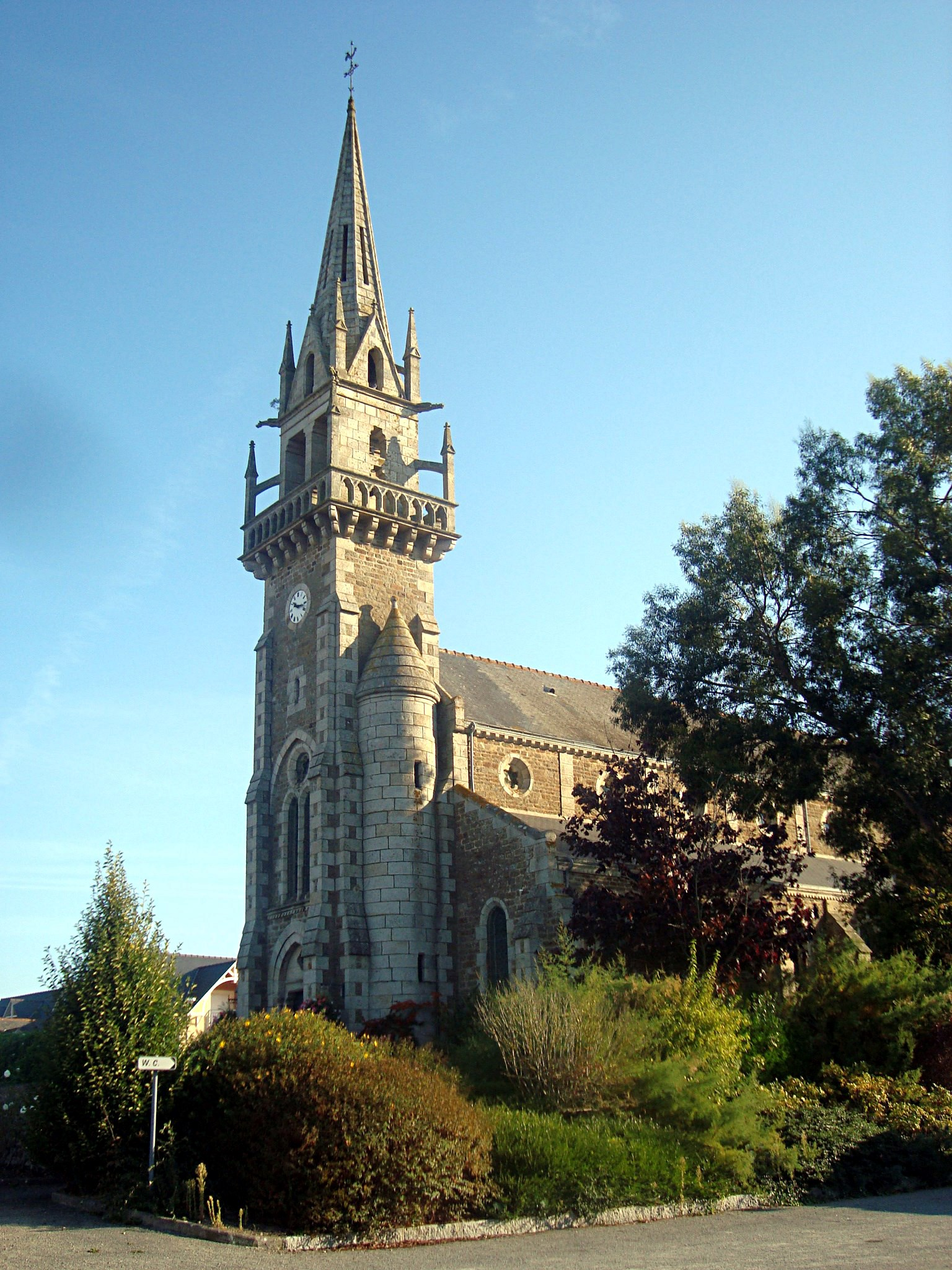
Приходская церковь
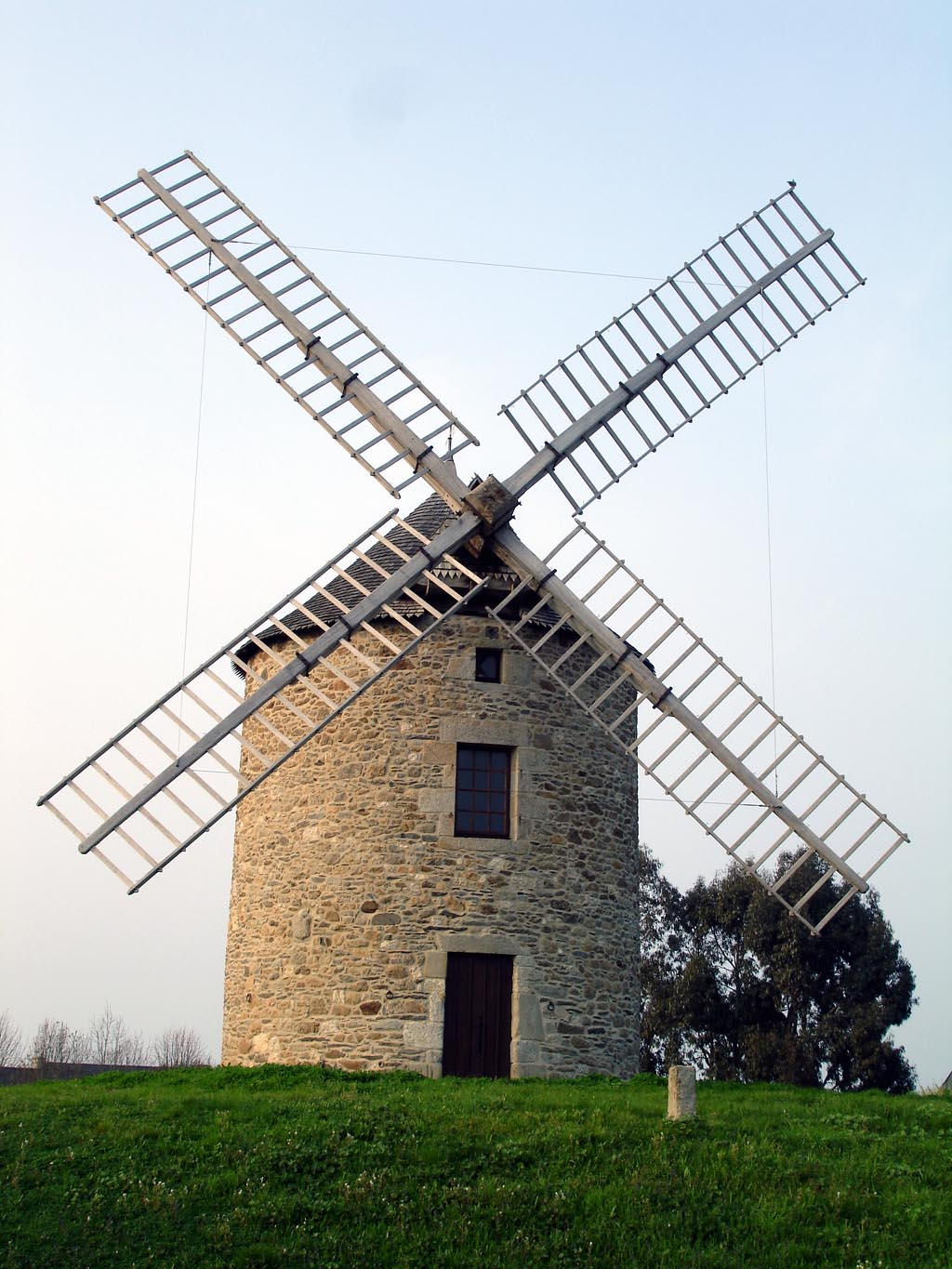
Мельница
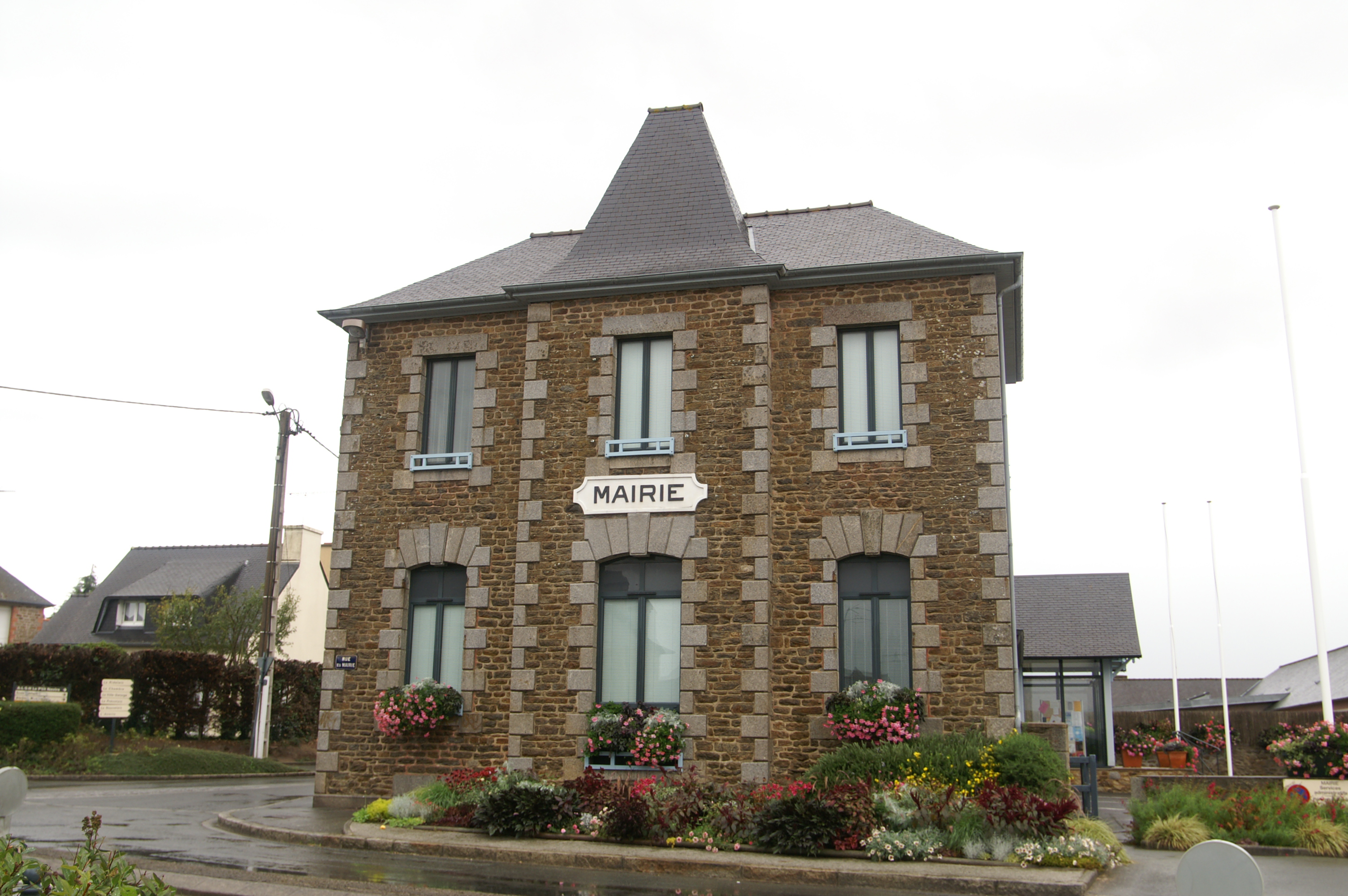
Мэрия